# Jacques Frédéric Kirstein
Pour les articles homonymes, voir Kirstein.
Jacques Frédéric Kirstein, né le 25 mai 1765 à Strasbourg et mort le 4 juin 1838 dans la même ville, est un orfèvre en argenterie et ciseleur actif à Strasbourg au début du XIXe siècle.

## Biographie
Fils de l'orfèvre Jean-Jacques Kirstein, il effectue son apprentissage chez Georges Frédéric Imlin et chez son père. Il s'installe en 1795 et se marie la même année à Strasbourg avec Suzanne Barbe Kraemer (1774-1807), la fille d'un orfèvre en argenterie, Carl Philipp Kraemer. Le couple a quatre enfants, dont Joachim-Frédéric Kirstein. Après son veuvage, il se remarie en 1808 avec sa cousine Marie Louise Griesinger (1780-1845), fille de pasteur. Ils ont deux enfants, dont le peintre Gustave Adolphe Kirstein. 

## Œuvre
Dans l'atelier paternel il a appris le travail des métaux, puis se tourne vers la ciselure. Habile dessinateur, il fait de rapides progrès et sa réputation devient bientôt européenne. S'étant formé lui-même par le travail et l'observation, il n'a pas eu l'occasion de voyager pour étudier les chefs-d'œuvre de l'Antiquité, une lacune de son éducation artistique qu'il a souvent regrettée. Il aborde néanmoins le genre classique en concevant des vases et des coupes monumentales".
Par ailleurs, c'est un grand chasseur, amateur de courses pédestres dans les Vosges et la Forêt-Noire, il puise volontiers ses modèles dans la nature, les paysages et les animaux pris sur le vif. Ces sujets pittoresques lui servent à orner tabatières, médaillons et broches, ouvrant ainsi une approche originale.

## Collections

### Cabinet des estampes et des dessins de Strasbourg
Le cabinet des estampes et des dessins de Strasbourg détient de nombreux dessins d'orfèvrerie : particulièrement des scènes de chasse, des animaux, des cavaliers, mais aussi des coupes, des vases et divers motifs décoratifs.

### Musée historique de Strasbourg
Le musée historique de Strasbourg expose les clés de la Ville de Strasbourg présentées à Napoléon lors son entrée dans la ville le 22 janvier 1806, à son retour d'Austerlitz, puis à Charles X en 1829, à Napoléon III en 1852, également au président Poincaré en 1918. Réalisées par Jacques Frédéric Kirstein vers 1805, elles sont couchées sur un coussin de velours rouge, lui-même déposé sur un présentoir dû à François Daniel Imlin. Les deux illustres dynasties d'orfèvres strasbourgeois, les Kirstein et les Imlin, sont ainsi représentées.
Le même musée présente une coupe offerte par les habitants de Strasbourg en reconnaissance des services rendus par le préfet du Bas-Rhin, Adrien de Lezay-Marnésia (1769-1814), pendant le blocus de 1814.

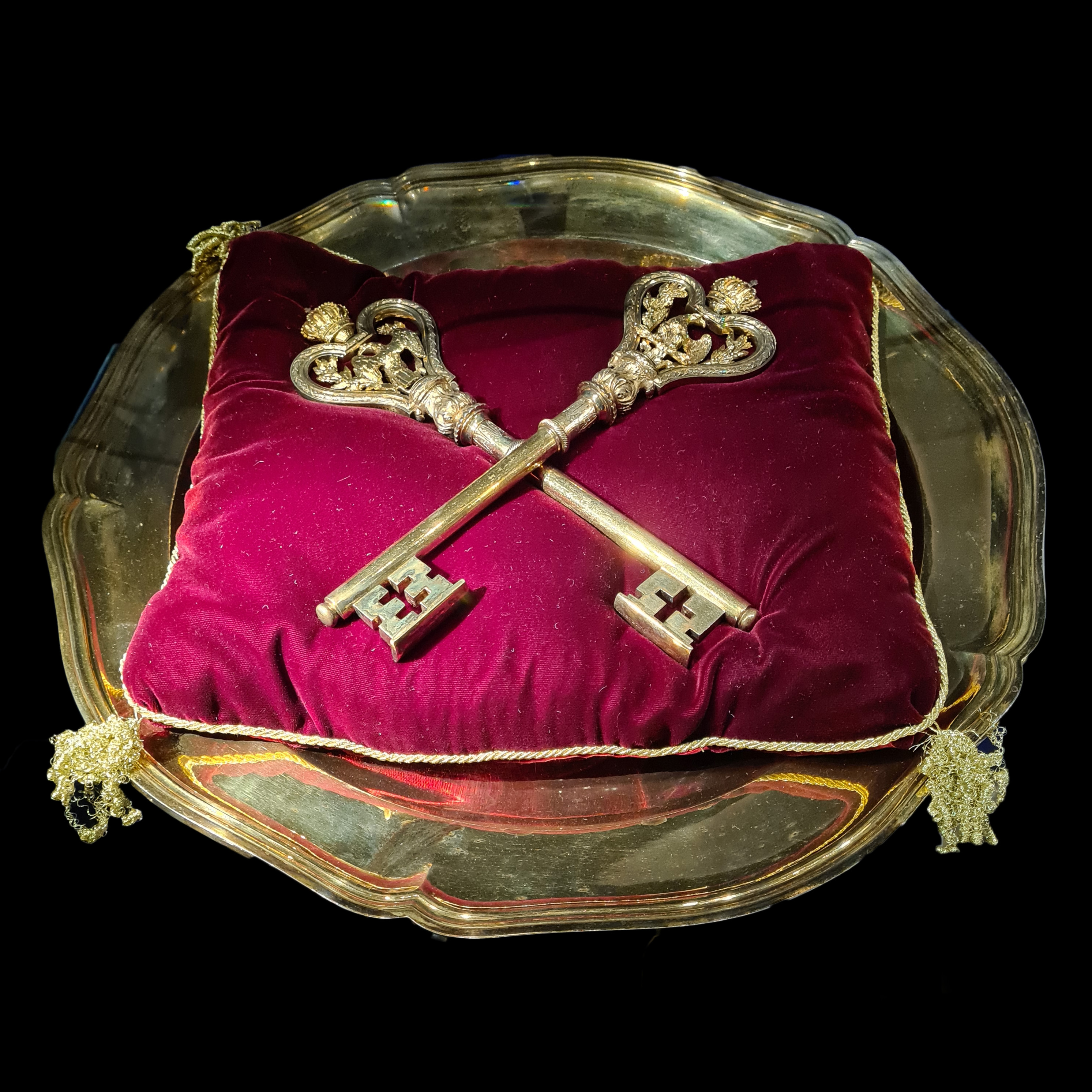
Clés de la Ville de Strasbourg (vers 1805).
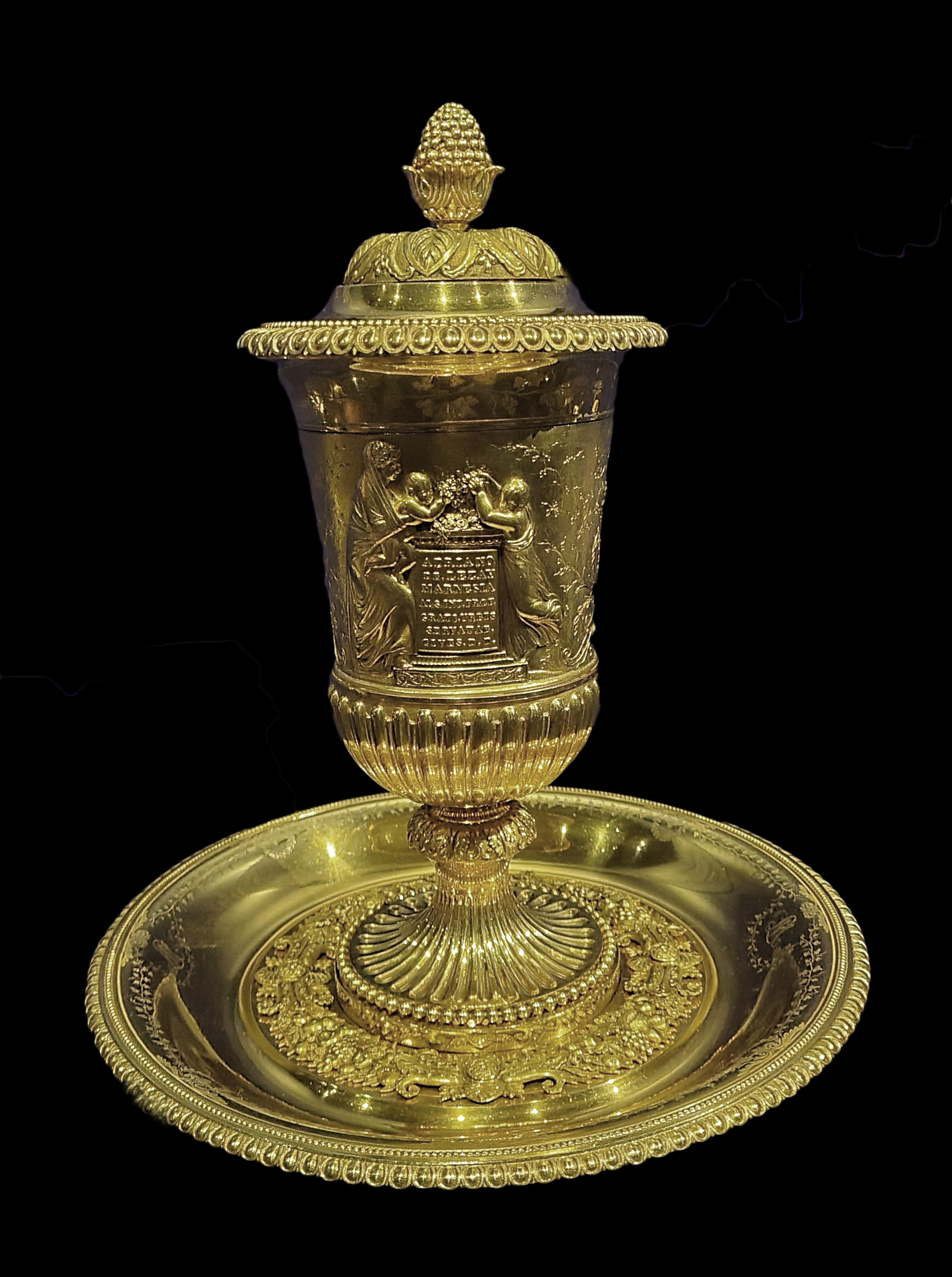
Coupe offerte à Adrien de Lezay-Marnésia (1815).

### Musée des Arts décoratifs de Strasbourg
Le musée des Arts décoratifs de Strasbourg conserve son chef-d'œuvre, un grand vase couvert d'une hauteur de 75 cm. Le piédouche porte la signature et la date « Composé et exécuté par Kirstein Orfèvre à Strasbourg 1825 ». Le bas-relief est également signé : « par Kirstein d'après Thorwaldson ». L'artiste strasbourgeois copie en effet la frise en stuc, très connue à l'époque, que Thorvaldsen réalisa en 1812 pour l'appartement de Napoléon dans le palais du Quirinal à Rome. Elle représente le triomphe d'Alexandre le Grand à Babylone. La ville de Strasbourg acquiert aussitôt ce vase qui est présenté comme pièce d'apparat à l'hôtel de ville. Kirstein l'expose à Paris, au salon de 1834, où il est salué par le public, notamment pour les techniques manuelles traditionnelles utilisées. Le vase revient au musée en 1842.

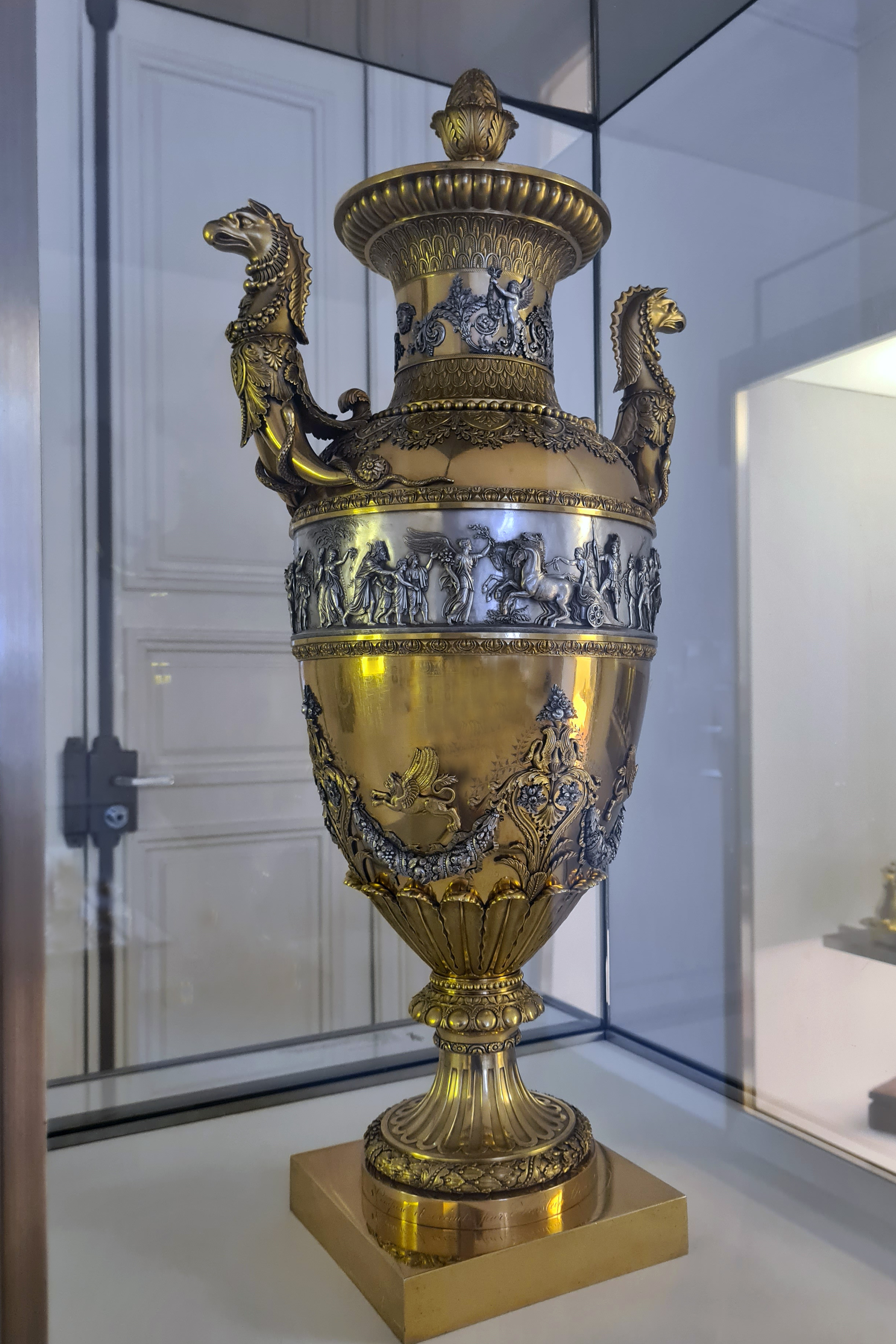
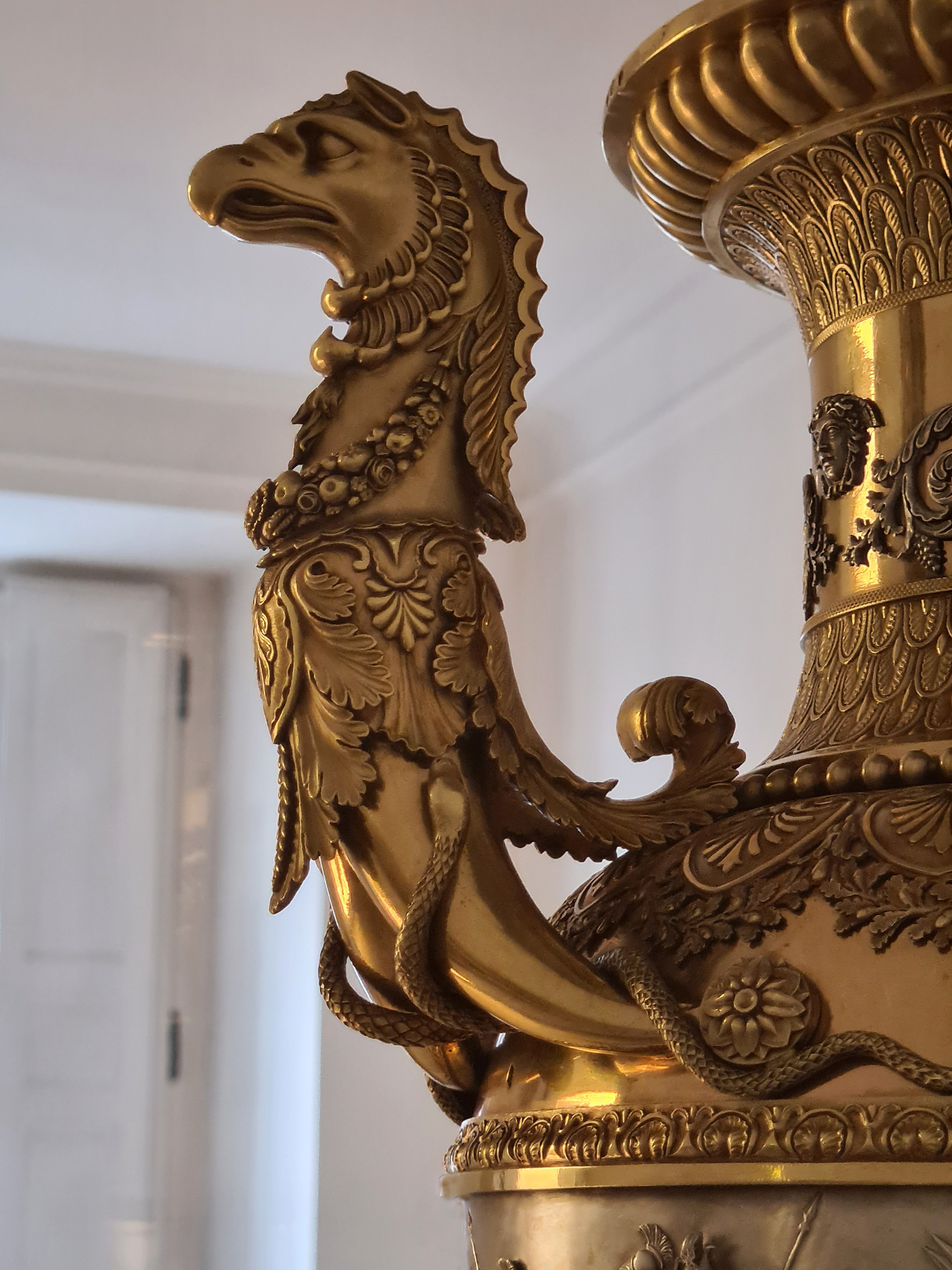
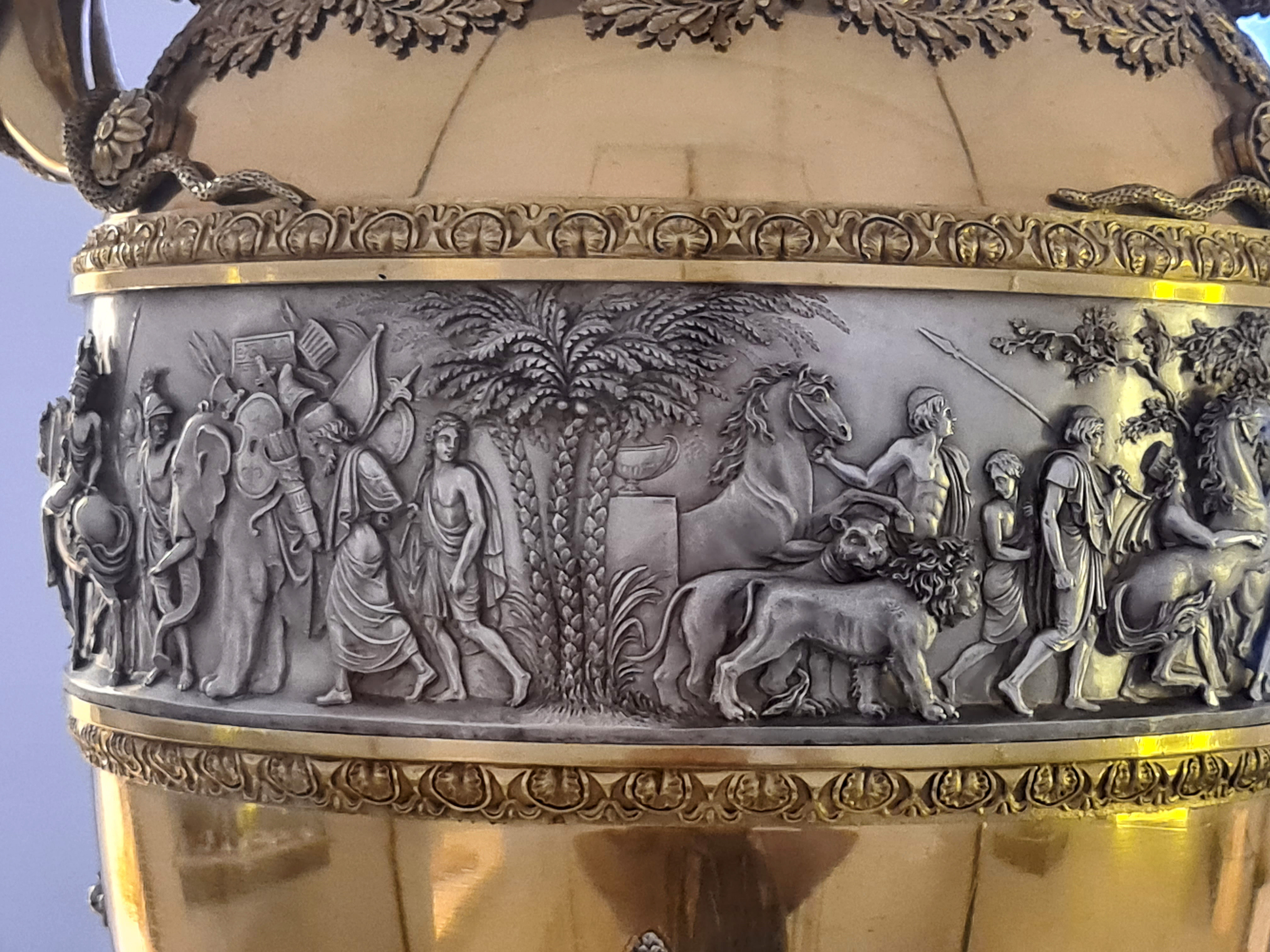

Le MAD expose également une saucière sur son présentoir, une cafetière, une paire de salières, deux coupes couvertes avec leur plateau, l'une de 1815, l'autre de 1821, une pipe et son cure-pipe dans leur gainage d’origine, deux calices et leur patène, une boîte à hosties de 1838, attribuée à Jacques Frédéric ou à Joachim Frédéric, une pince à gâteaux ciselée et gravée.

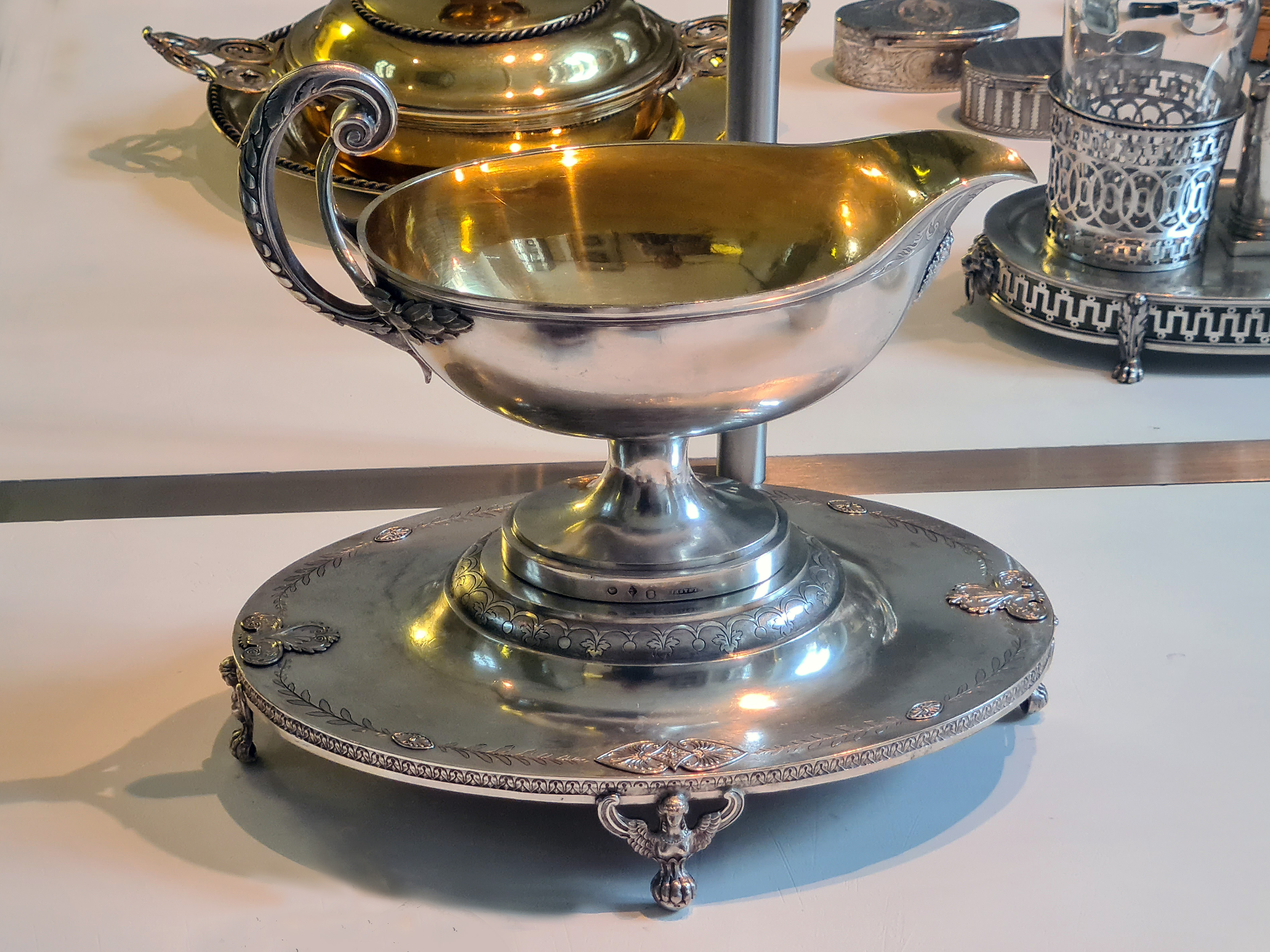
Saucière avec présentoir.
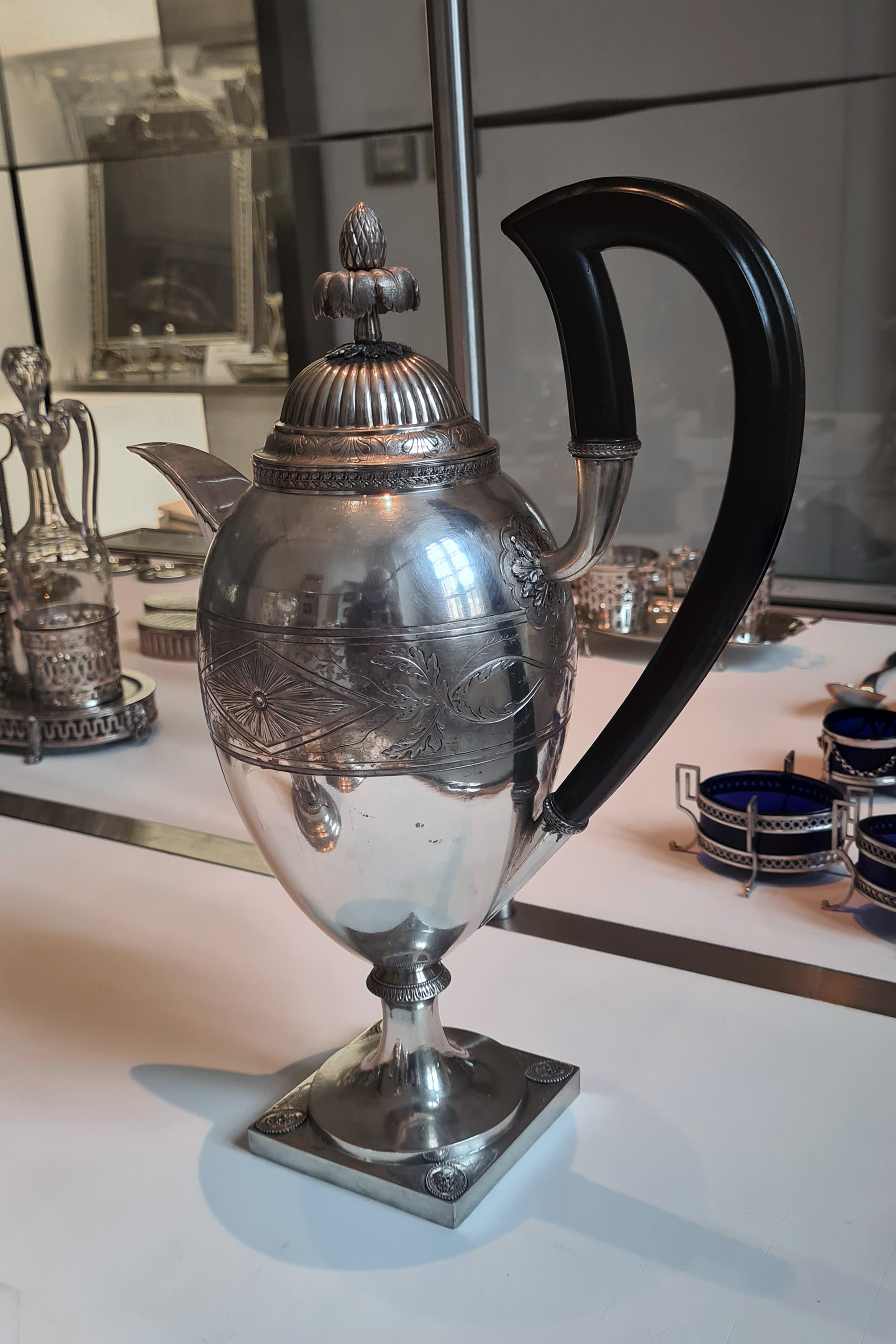
Cafetière.
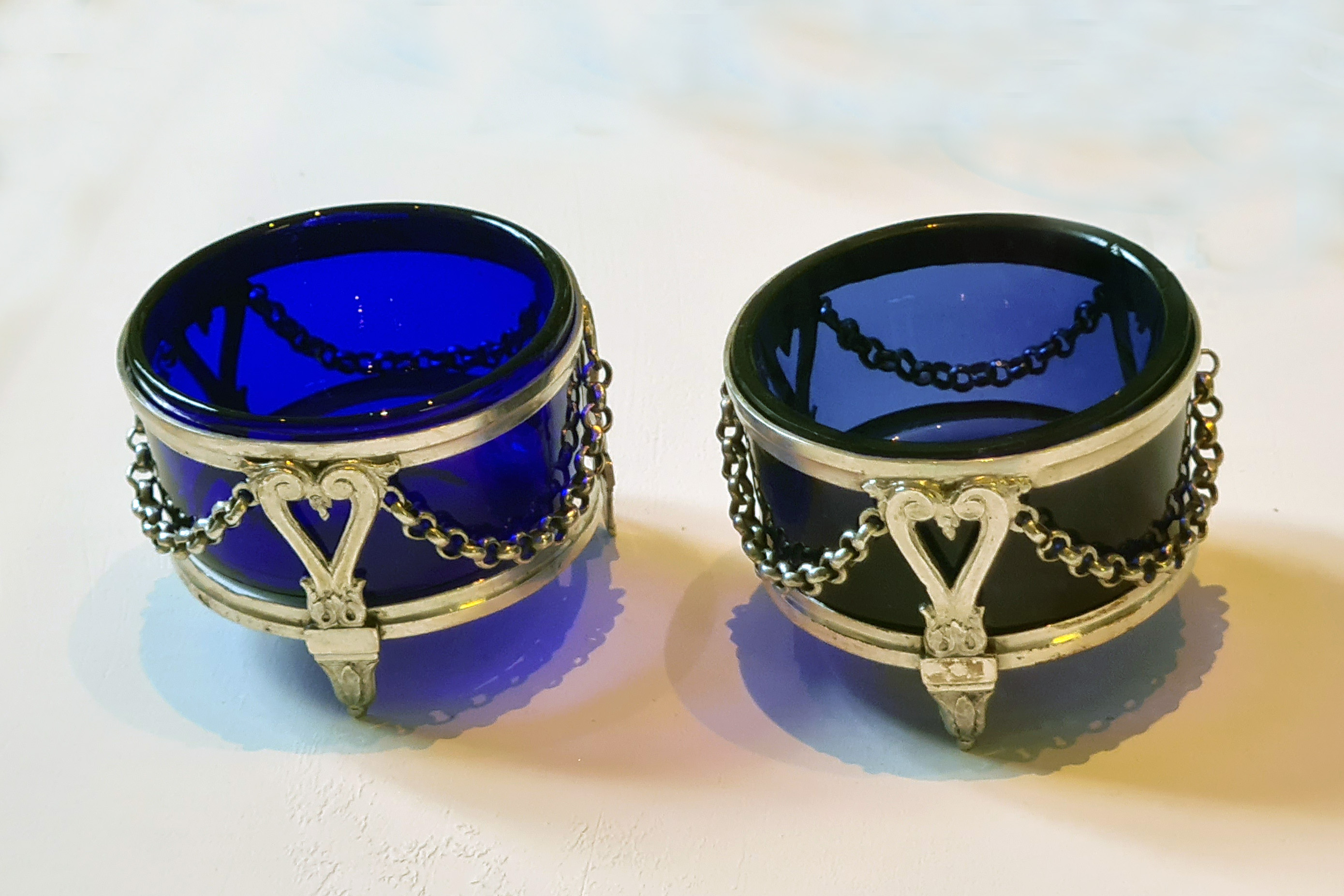
Paire de salières.
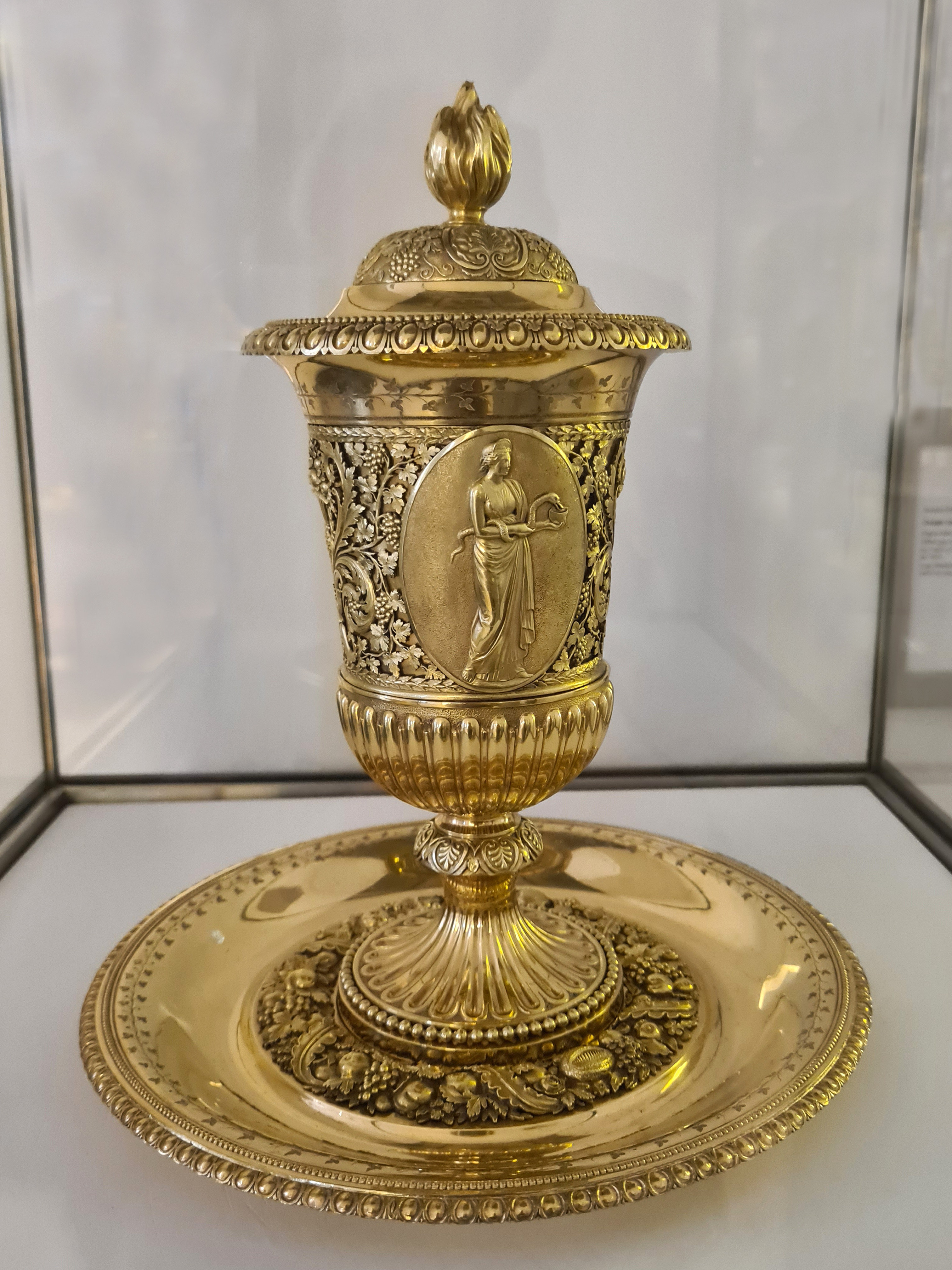
Coupe couverte avec présentoir (1815).
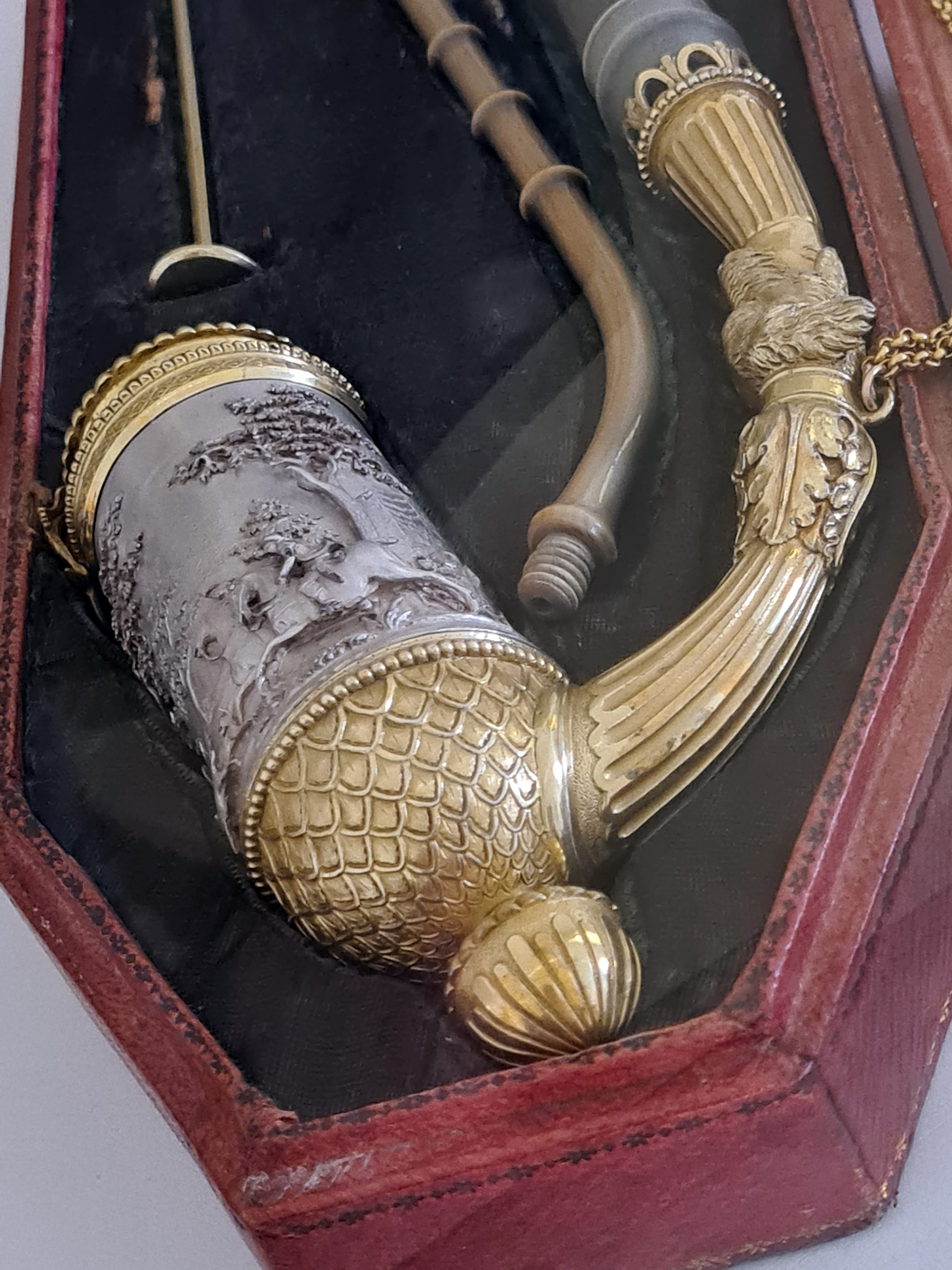
Pipe ornée d'une scène de chasse à courre (vers 1819).
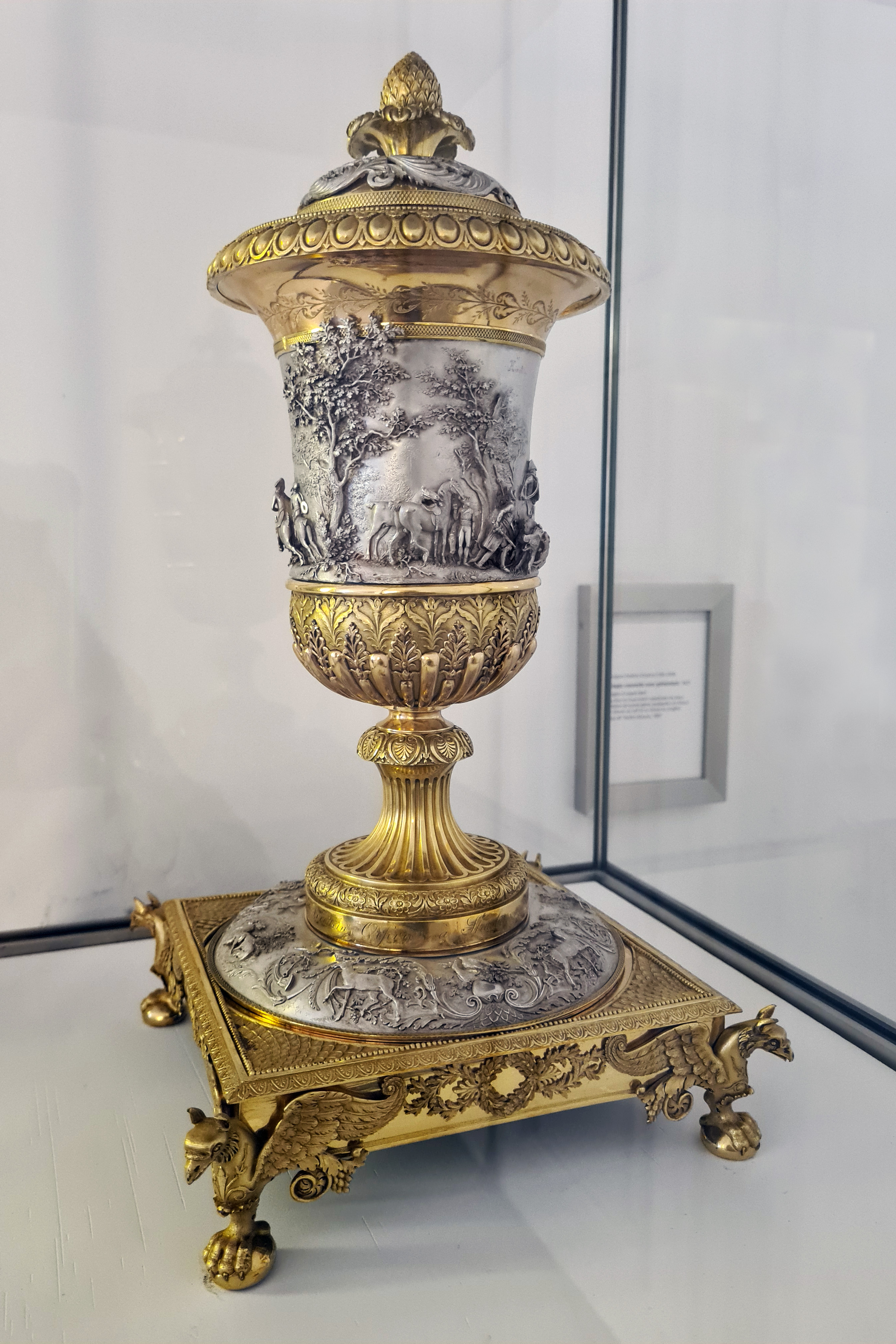
Coupe couverte avec présentoir (1821).
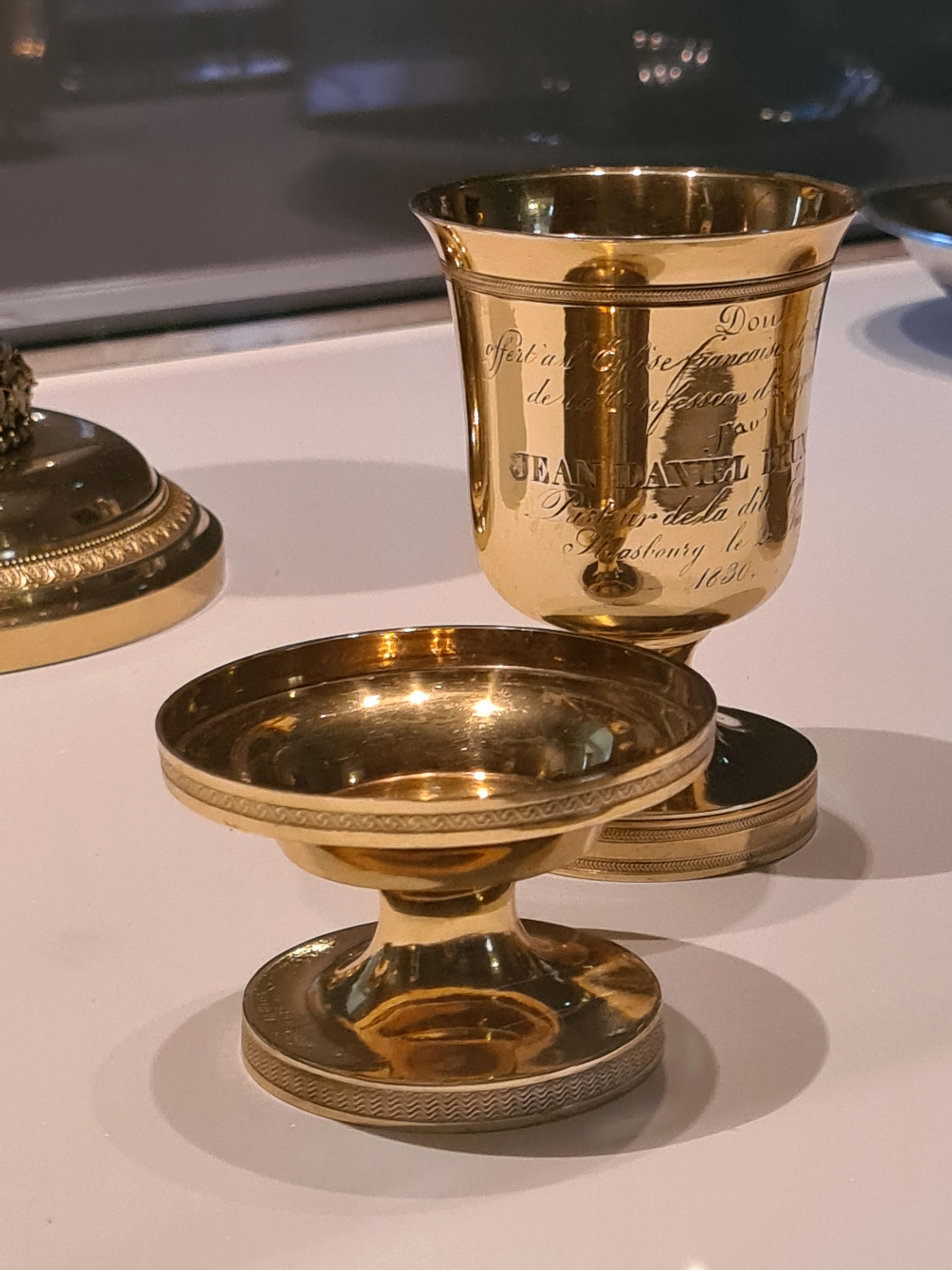
Calice et patène de 1830.
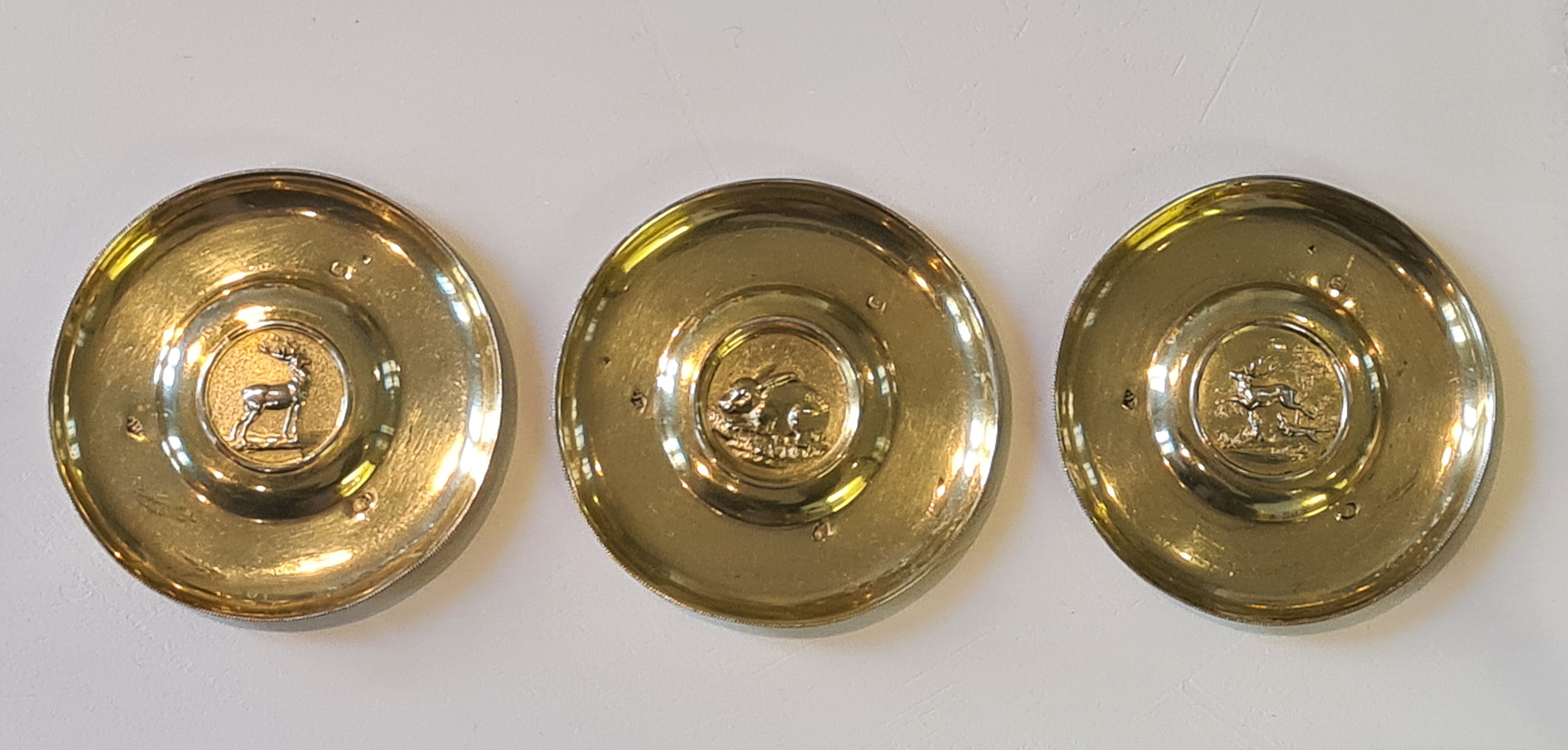
Trois coupelles à motifs animaliers (1838).
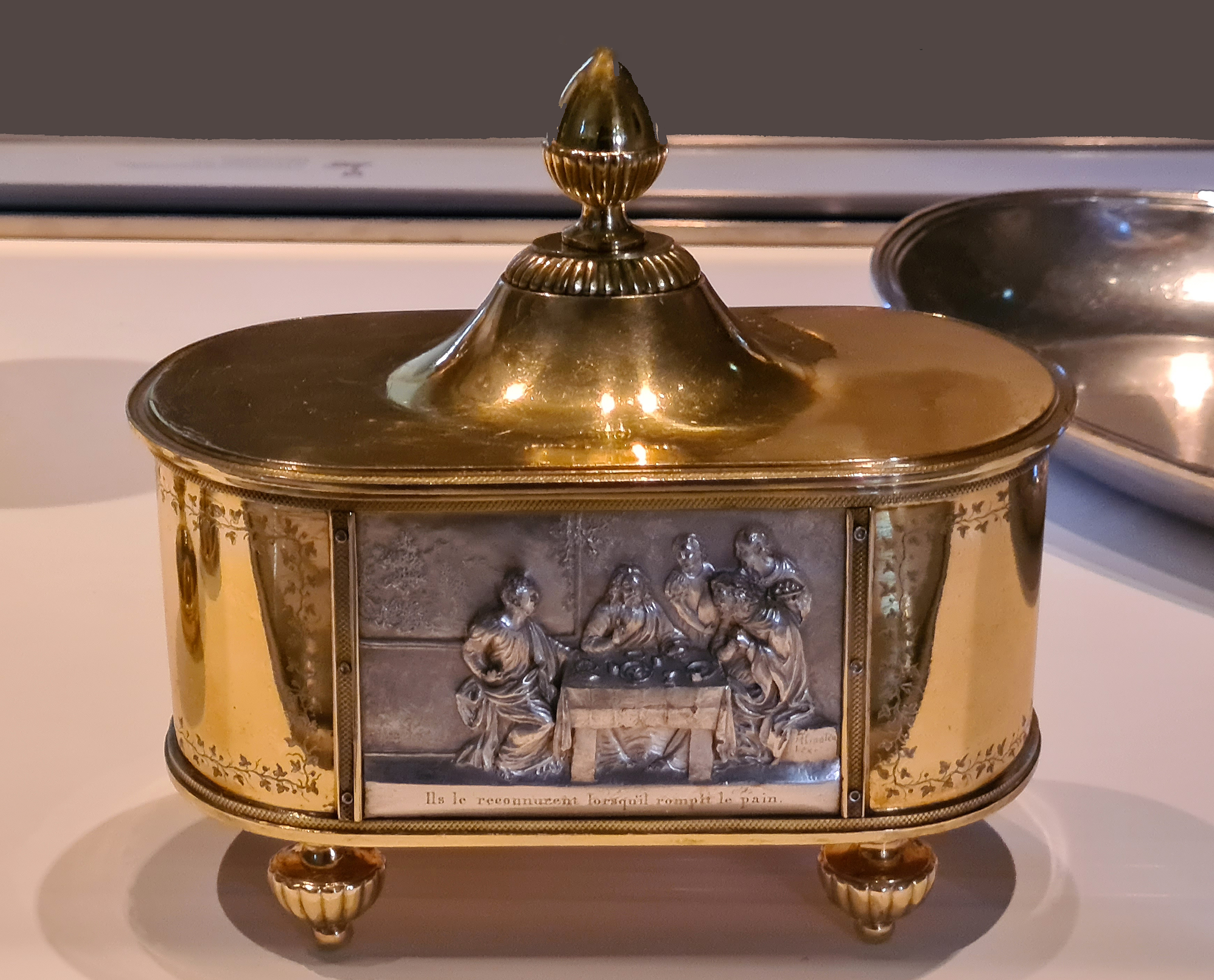
Boîte à hosties (1838) par Jacques-Frédéric ou Joachim-Frédéric.
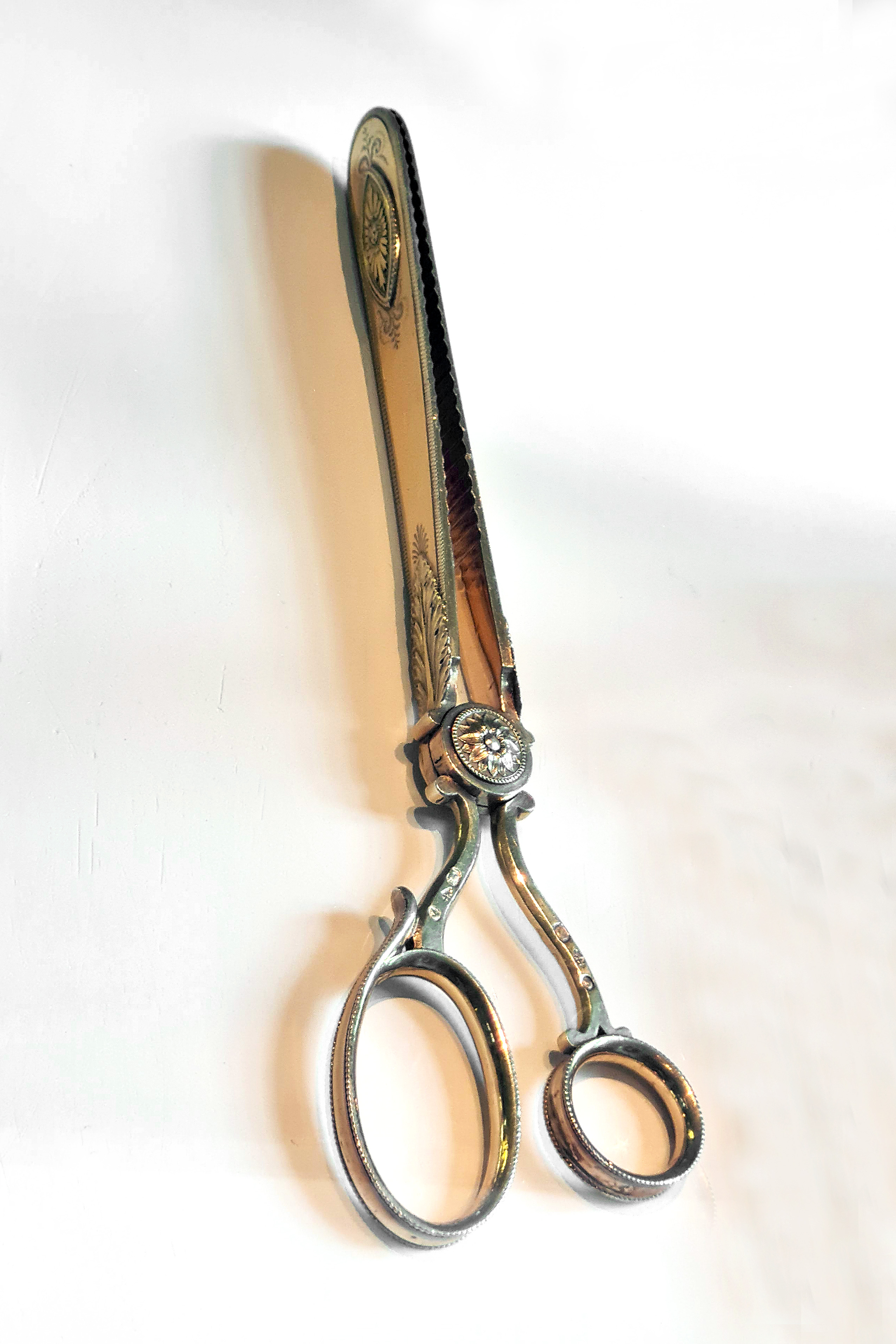
Pince à gâteaux.

Le musée présente également des bas-reliefs ciselés représentant des animaux ou des sujets de chasse, tels que La Remise de chevreuils ou Le Brame du cerf, dont s'inspira aussi Charles Raeuber.

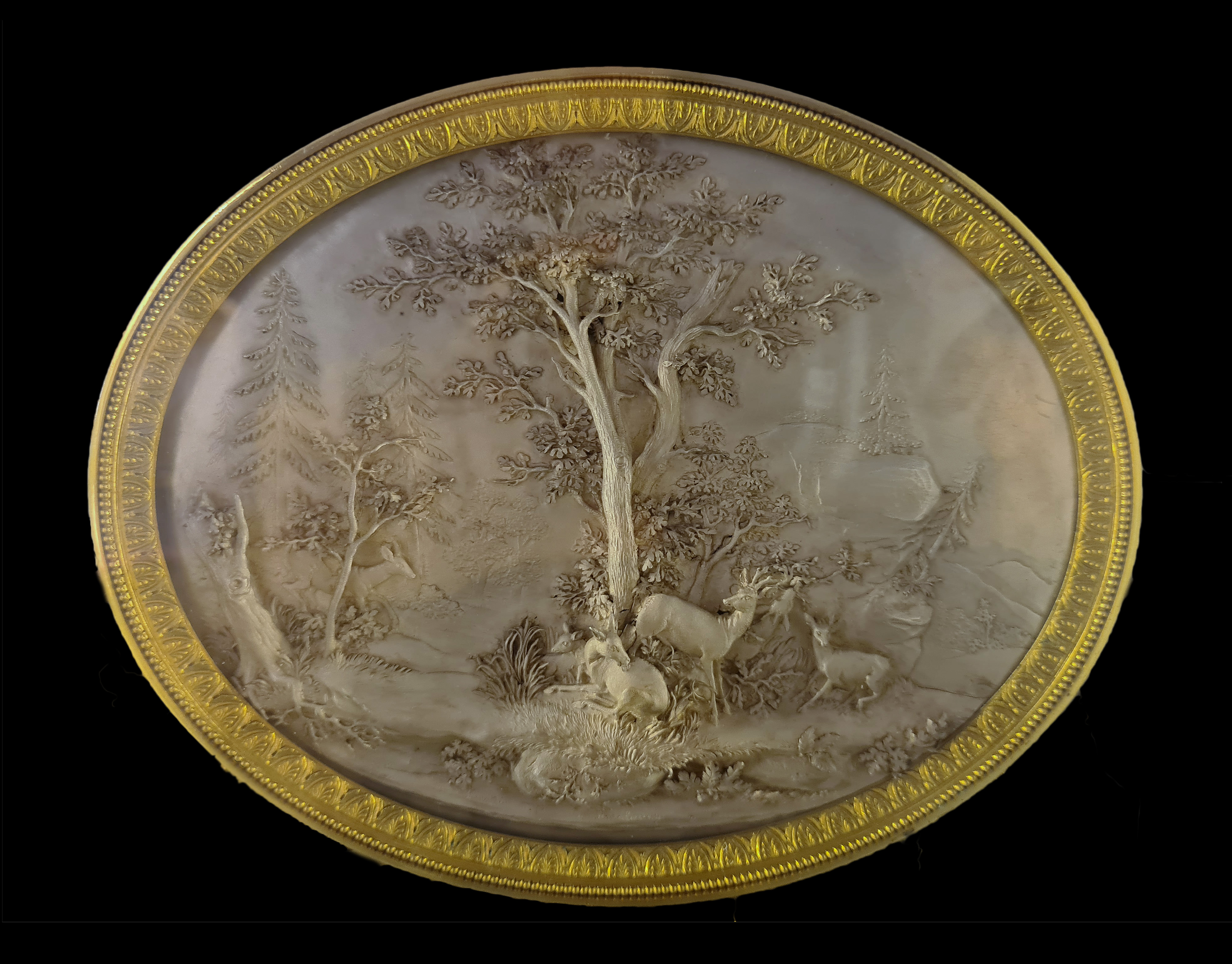
La Remise de chevreuils.
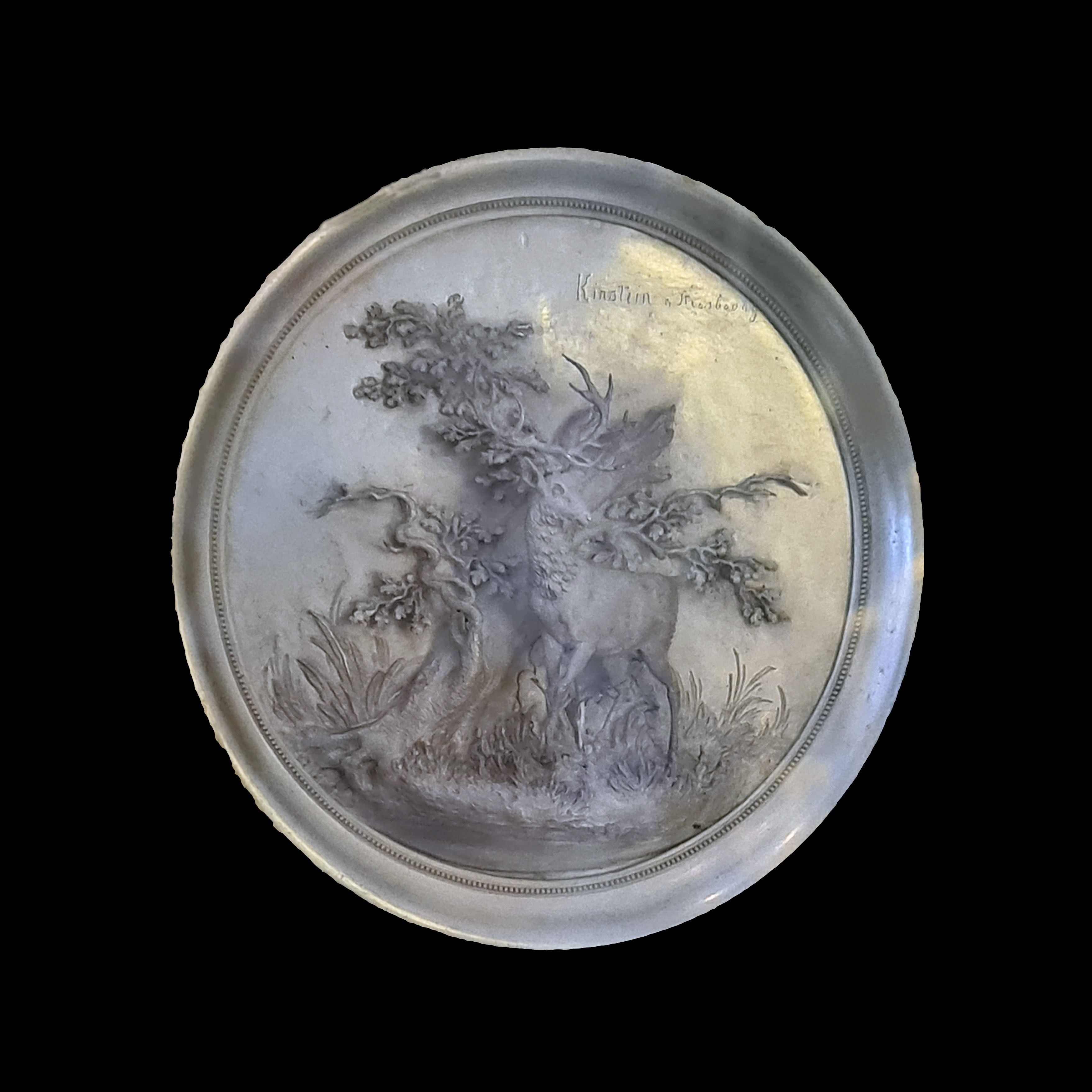
Le Brame du cerf.
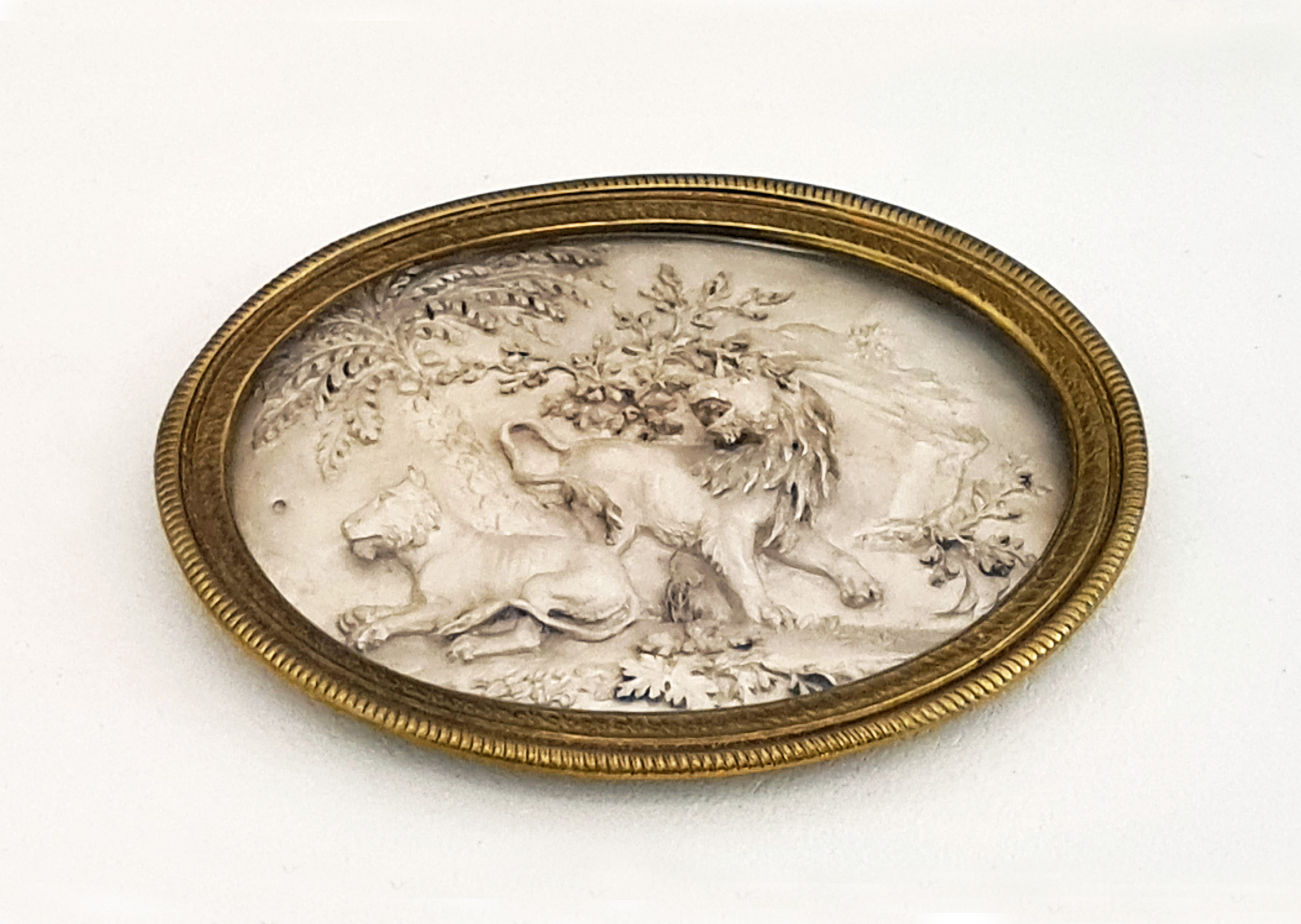
Lion et lionne.

Les collections du musée des Arts décoratifs de Strasbourg comprennent en outre un album de dessins, la médaille d’or qui lui a été décernée au Salon de 1810, ainsi qu'une étiquette de firme imprimée en or sur papier violet foncé avec la mention « Ciselure au repoussé, Médaille d’or 1834». 
De nombreuses autres pièces sont conservées dans des collections particulières.

## Postérité
Le nom d'une rue de Strasbourg rappelle la place de la famille Kirstein dans la vie artistique de la ville.